# Masalia hololeuca
Masalia hololeuca är en fjärilsart som beskrevs av George Francis Hampson 1903. Masalia hololeuca ingår i släktet Masalia och familjen nattflyn. Inga underarter finns listade i Catalogue of Life.